# Конверсія (в інтернет-маркетингу)
Конверсія в інтернет-маркетингу — це відношення числа відвідувачів сайту, які виконали на ньому якісь цільові дії (приховані або прямі вказівки рекламодавців, продавців, творців контенту — придбання, реєстрацію, підписку, відвідування певної сторінки сайту, перехід за рекламним посиланням), до загального числа відвідувачів сайту, виражене у відсотках. Наприклад: у вас є інтернет-магазин з продажу будь-якої продукції. Припустимо, що в добу на нього заходить 500 унікальних відвідувачів. Протягом доби у вашому магазині здійснюється 7 різних покупок. У цьому випадку відсоток конверсії відвідувачів і покупців дорівнює 1,4: (7 покупок/500 відвідувачів)*100 %=1,4 %.
Успішна конверсія по-різному трактується продавцями, рекламодавцями або постачальниками контенту. Наприклад, для продавця успішна конверсія буде означати операцію покупки споживачем, який зацікавився в продукті, натиснувши на відповідний рекламний банер. Для постачальника контенту успішна конверсія може бути реєстрацією відвідувача на сайті, підпискою на поштову розсилку, скачуванням програмного забезпечення або які-небудь інші дії, що очікуються від відвідувачів.

## Вимірювання конверсії
Для сайтів, метою яких є спонукання до дій в офлайні (наприклад, відвідування магазину чи телефонний дзвінок), підрахунок конверсії стає складнішим — походи в магазин не відслідковуються на сайті. У цьому випадку рішенням може стати:
- Використання Call tracking (відстеження дзвінків);
- Опитування кожного відвідувача магазину або абонента, як він дізнався про діяльності фірми;
- Маркування номера телефону за допомогою імені контактної особи (розміщується поруч із номером телефону), за кількістю звернень за іменем і підраховується кількість дзвінків;
- Розміщення на сайті промокоду, пов'язаного з сесією відвідувача. Відповідаючи на дзвінок, менеджер просить клієнта назвати цей код.

## Методи збільшення конверсії велектронній комерції
Серед безлічі методів збільшення конверсії можна виділити наступні:
- з перших рядків повідомляти унікальну торгову пропозицію, чому варто співпрацювати саме з цим сайтом;
- розробляти сайт у відповідності з необхідними цілями конверсії;
- покращувати вміст (текст, зображення, 3D-моделі товарів, відеоролики і т. д.), для переконання користувачів і підвищення конверсії;
- підвищувати зручності (юзабіліті) сайту для зменшення бар'єрів на шляху до необхідної конверсії;
- автоматизація персоналізації сайту (англ. Personalization) для динамічного відображення контенту і пропозицій, які можуть бути цікавими конкретному відвідувачу;
- грамотна побудова навігації по сайту, щоб користувач не витрачав зайвих зусиль на роздуми, куди натиснути;
- формування вигляду надійності і довіри шляхом розміщення на сайті логотипів сторонніх організацій з хорошою репутацією;
- хороший дизайн сайту;
- на кожній сторінці сайту розміщувати зрозумілий і простий заклик до дії у вигляді тексту, зображення, кнопки, форми зворотного зв'язку і т. д.;
- розміщувати на сторінках сайту інформацію, що доводить надійність та якість наданих послуг: відгуки користувачів, сертифікацію товарів, фотографії того, як виготовляється товар, як виявляються послуги.